# Living in the Past (album)
Living in the Past er et dobbeltalbum og semi-opsamlingsalbum af den britiske progressive rockgruppe Jethro Tull, der indeholder albumnumre, out-takes, "Life Is a Long Song"-EP'en, og alle deres singler, der ikke var udgive på LP med undtagelse af "Sunshine Day"/"Aeroplane" (1968), "One for John Gee" (b-side på "A Song for Jeffrey", 1968), "17" (b-side på "Sweet Dream", 1969) og en original version af "Teacher" der blev udgivet som b-side på "The Witch's Promise" i 1969 (og genindspillet i 1970 som blev udgivet på den amerikanske udgave af Benefit). Derudover inkluderer albummet to liveoptagelser fra en optræden på New York Citys Carnegie Hall i november 1970.

## Spor
| 1. | "A Song for Jeffrey" (remix of album track from This Was)         | 3:18 |
| 2. | "Love Story" (stereo remix of 1968 UK single)                     | 3:00 |
| 3. | "Christmas Song" (stereo remix of 1968 UK single)                 | 2:56 |
| 4. | "Living in the Past" (stereo remix of 1969 UK single)             | 3:18 |
| 5. | "Driving Song" (stereo remix of 1969 UK single)                   | 2:37 |
| 6. | "Bourée" (Bourrée i e-mol af Bach arr. Jethro Tull) (fr Stand Up) | 3:40 |

| 1. | "Sweet Dream" (stereo remix of 1969 UK single)                | 4:00 |
| 2. | "Singing All Day" (previously unreleased, recorded in 1969)   | 3:03 |
| 3. | "The Witch's Promise" (stereo remix of 1970 UK single)        | 3:48 |
| 4. | "Teacher" (remix of track from the US version of Benefit)     | 4:06 |
| 5. | "Inside" (from the album Benefit)                             | 3:42 |
| 6. | "Just Trying to Be" (previously unreleased, recorded in 1970) | 1:34 |

| 1. | "By Kind Permission Of" (instrumental – John Evan, previously unreleased) | 10:07 |
| 2. | "Dharma for One" (Anderson/Clive Bunker, previously unreleased)           | 9:55  |

| 1. | "Wond'ring Again" (previously unreleased, recorded in 1970, the second part of the first version of "Wond'ring Aloud", see the tracklist of Aqualung 40th anniversary adapted edition, particularly CD 2, Steven Wilson remaster of associated recordings 1970–1971) | 4:11 |
| 2. | "Locomotive Breath" (from the album Aqualung) | 4:24 |
| 3. | "Life Is a Long Song" (from 1971 UK EP) | 3:17 |
| 4. | "Up the 'Pool" (from 1971 'Life Is A Long Song' UK EP) | 3:09 |
| 5. | "Dr. Bogenbroom" (from 1971 'Life Is A Long Song' UK EP) | 2:58 |
| 6. | "From Later" (instrumental, from 1971 'Life Is A Long Song' UK EP) | 2:06 |
| 7. | "Nursie" (from 1971 'Life Is A Long Song' UK EP) | 1:35 |